# Штафель (військовий підрозділ)
Штафель (Staffel [ˈʃtafel̩], від прагерманського *stapul, pillar, колона) — військова організація в німецькомовних військах. Всередині Сухопутних військ Німеччини, штафель  — це підрозділ, менший за роту, але більший за взвод.

## Підрозділ сухопутних сил
Доктрина НАТО визначає Staffel як унікальний для Німеччини рівень командування. Всередині Сухопутних військ Німеччини Staffel  — це підрозділ, менший за роту, але більший за взвод. Наприклад: Fahrzeugstaffel (відділ транспортних засобів), Instandsetzungsstaffel (відділ технічного обслуговування).
Символ НАТО для штафеля в цьому випадку:

## Оперативний підрозділ повітряних сил
У складі сучасних Повітряних сил Німеччини штафель є найменшою одиницею, яка здатна працювати самостійно.
Символ НАТО для штафеля в цьому випадку:

## Штафель Люфтваффе часів Другої світової війни
Luftwaffe Staffel зазвичай мав дев'ять-дванадцять літаків. Три-чотири штафелі склали групу (Gruppe, тоді як один штафель ділився на три ланки (Schwärme, рої). Одна ланка (Schwarm), складається з чотирьох-шести літаків.